# Estado Federal de Loreto
El Estado Federal de Loreto fue una entidad subnacional proclamada tras una insurrección el 2 de mayo de 1896; siendo el primer intento de obtener una mayor autonomía para el departamento peruano de Loreto. Tuvo corta existencia, siendo disuelto tras ser aplastada la rebelión por el gobierno de Nicolás de Piérola.

## Historia

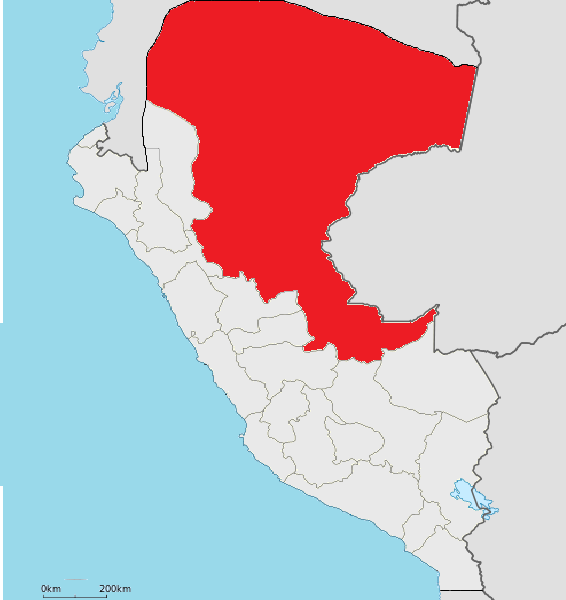
Antiguo Departamento de Loreto de 1913.

### Antecedentes
El departamento de Loreto fue creado el 7 de febrero de 1896, separándose del departamento de Amazonas. Durante la fiebre del caucho, la región experimentó un enorme crecimiento económico, convirtiéndose Iquitos en uno de los centros más importantes para la exportación del látex, en detrimento de la capital del departamento, Moyobamba. Además, el sentimiento de abandono del Estado peruano y las permanentes amenazas de los países vecinos generaron descontento en la región.
Durante la campaña electoral del Perú de 1895, el candidato presidencial Nicolás de Piérola expresaba con efusión la modificación de la estructura política del Perú, implantando el federalismo en el país. Sin embargo, tras ser proclamado presidente, Piérola cedió ante el sistema centralista del Perú.

### Proclamación
El 2 de mayo de 1896, el militar Mariano José Madueño y el prefecto coronel Ricardo Seminario y Aramburú (este último, compañero de Piérola) proclamaron el Estado Federal de Loreto, como primer paso para la instauración de un sistema federal. El 8, se juró la constitución provisional del Estado:

Art. 1: El Estado de Loreto es parte integrante de la República del Perú.

Art. 6: La capital del Estado será Iquitos.

Art. 7: Los derechos y garantías serán los mismos que otorga la Constitución del Perú.

El movimiento federal se extendió hasta las ciudades de Yurimaguas y Moyobamba (2 de junio), estableciéndose una organización política y creándose cargos públicos.

### Disolución
Las noticias del movimiento loretano llegaron a Lima el 18 de mayo desde Río de Janeiro, retransmitidas de Pará. El recién electo presidente Piérola organizó tres expediciones. Dos de ellas irían por tierra, uno desde Chiclayo hasta Cajamarca y luego por río hasta Moyobamba; la otra por el Ferrocarril Central y el río Pichis; y la tercera por mar, en la cañonera Constitución con 292 hombres, para atravesar el estrecho de Magallanes y remontar el río Amazonas (29 de junio). Esta última no llegó a tiempo. La revolución fue derrotada por la expedición terrestre, y fue carente de apoyo popular. El 16 de julio de 1896 se recibió la noticia de que los líderes de la revolución federalista habían huido del país.

### Epílogo
Mariano José Madueño se fugó al Brasil y luego a España, donde fundaría el diario El Mundo Latino, que promovía la idea de la unión de las repúblicas americanas con España; Seminario se refugiaría en Nueva York y volvería al Perú durante el gobierno de Eduardo López de Romaña, para ser proclamado alcalde de Piura.
La capital del departamento de Loreto fue trasladada desde Moyobamba a Iquitos, consolidando la posición de facto que tenía esta ciudad como sede del poder político y económico en la región.
En los siguientes años (1898, 1921 y 1956), surgirían otros proyectos para establecer un Estado federal en el departamento de Loreto, que también fracasarían.